# Lentes de contacto rígidas y permeables al gas

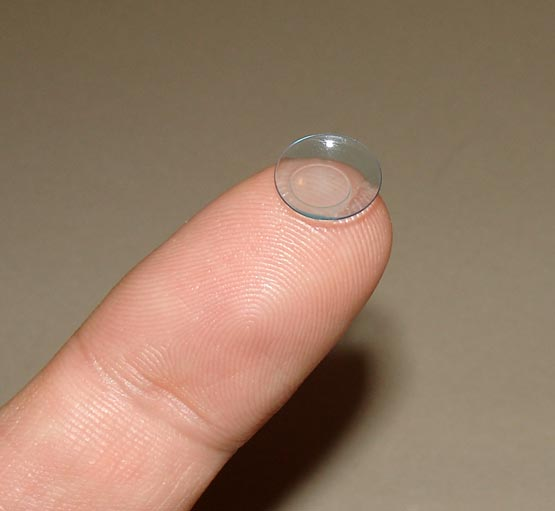
Lente de contacto rígida y permeable al gas

Las lentes de contacto rígidas y permeables al gas son lentillas duras que se distinguen de las populares lentillas blandas en que mantienen su forma geométrica en todo momento, tanto cuando se las manipula para colocarlas en el ojo como durante su uso, frente a las fuerzas ejercidas por los párpados al pestañear. Esta rigidez relativa les permite ofrecer una corrección precisa y constante de la vista.
Se dicen gas permeables porque su estructura molecular permite el paso de las moléculas de oxígeno del aire, contribuyendo a la buena salud de la córnea que precisa oxigenarse en contacto con el aire.
Las lentillas permeables al gas crean una nueva superficie refractiva en la entrada de la luz al ojo. La lente se diseña de modo que corrija los defectos de refracción existentes: miopía, astigmatismo o hipermetropía. También se utilizan para corregir las superficies irregulares de las corneas afectadas por queratocono.
Las ventajas de las lentillas rígidas permeables al gas frente a las lentillas blandas son las siguientes:
1. La visión es más nítida.
2. La córnea está mejor oxigenada.
3. Las infecciones son menos frecuentes al ser más fáciles de eliminar los depósitos de lípidos (grasas) y proteínas durante la limpieza cotidiana.[9]
4. Son más duraderas ya que te duran entre 1 y 2 años (pueden durar más pero con una limpieza adecuada)
5. Resultan más económicas, pues un par de lentillas, por ejemplo unas Boston IV cuestan entre 60 y 300 euros dependiendo del distribuidor.[10][11][12] Este coste se amortiza a lo largo de dos o tres años. Hay que añadir el coste de los líquidos de limpieza.[13]

Las desventajas de las lentillas permeables al gas son:
1. Cuando se usan por primera vez, por ejemplo cuando alguien que ha utilizado gafas hasta ese momento decide pasar a utilizar lentillas, son molestas durante las primeras horas de uso. Ello se debe a que al ser más pequeñas que las lentillas  blandas el párpado desplaza la lentilla durante el pestañeo y el ojo reacciona a la sensación de contacto con una sensación de molestia y a veces con un intenso lagrimeo en las primeras horas de uso, hasta que el ojo se acostumbra a la presencia de la lentilla y la sensación desaparece completamente. Es aconsejable empezar con una hora de uso el primer día e ir añadiendo una hora adicional cada día sucesivo.
2. En el caso nada extraordinario de que se introduzca en el ojo una arenilla la presencia de la lentilla dificulta la evacuación de la partícula extraña. Incluso es posible, aunque infrecuente,  que la partícula se introduzca entre la lente y la córnea y haya riesgo de producir una abrasión de esta última. Para evitarlo es necesario extraer la lentilla cuanto antes para a continuación permitir que la partícula salga del ojo pestañeando.

La permeabilidad al aire de una lentilla se mide con el parámetro Dk. Algunas lentillas RPG como la Boston ES de Bauch & Lomb tienen permeabilidades relativamente pequeñas, Dk=18. Otras como la Menicon Z tienen valores extremadamente altos Dk=189, permitiendo un uso ininterrumpido durante varias semanas, noches incluidas.
¿Las lentes RGP son iguales que las lentes duras?
Sí, las lentes de contacto duras actuales son lentes RGP, pero no son lo mismo que las lentes de contacto duras originales de polimetilmetacrilato (PMMA) de los años 70, que ya no se utilizan. Las lentes RGP llevan incorporada silicona para permitir la permeabilidad al oxígeno que flota sobre una capa de lágrimas y suele cubrir alrededor del 75% de la córnea. Se sabe que las lentes de contacto RGP ayudan a frenar el desarrollo de la miopía en adultos jóvenes y en usuarios de lentes de contacto adultos.
Consejos sobre el cuidado de lentes de contacto RGP:
- Cada vez que se retira una lente de contacto del ojo, debe limpiarse y desinfectarse antes de volver a colocarla.
- Su oftalmólogo puede recomendar una limpieza enzimática ocasional para digerir cualquier proteína en sus lentes.
- Algunos pacientes depositan más proteínas en sus lentes que otros, por lo que no todos los lentes RGP necesitan tratamiento con enzimas. (La limpieza con enzimas es particularmente útil para pacientes con GPC o alergias).
- Nunca se debe usar agua del grifo para limpiar o almacenar sus lentes.
- Las soluciones humectantes aumentan la comodidad de los lentes RGP al amortiguar la córnea a medida que se insertan los lentes.

Con una limpieza y desinfección cuidadosas, muchas lentes RGP pueden durar dos años o más. Debido a que requieren menos cuidado y duran mucho más que las lentes blandas. Eso hace que las lentillas RGP por lo general, pero no siempre, resultan más económicas en el tiempo que las lentes de contacto blandas.